# Stairway to Heaven
«Stairway to Heaven» (en español: «Escalera al cielo») es una canción del grupo de hard rock británico Led Zeppelin, compuesta por el guitarrista Jimmy Page y el cantante Robert Plant e incluida en el cuarto trabajo de estudio de la banda, Led Zeppelin IV. Está considerada por muchos como uno de los puntos culminantes de la historia del rock. Es una de las canciones más solicitadas en las emisoras de radio de los Estados Unidos, aunque no se ha publicado nunca en sencillo. El enorme éxito de la canción y la negativa de la banda a editar esta canción en sencillo ha podido contribuir a que Led Zeppelin IV sea uno de los álbumes más vendidos de la historia. No está enteramente claro si el título de la canción está inspirado en el título de una película. En las famosas revistas Guitar World y Rolling Stone, el solo de guitarra en La menor creado por Jimmy Page para esta canción fue elegido como el mejor de la historia, también la marca de instrumentos Gibson colocó este como el mejor en su lista de "Los mejores 50 solos de la historia". Según el sitio agregador de listas Acclaimed Music, es la 25.ª canción más aclamada por los críticos de todos los tiempos.
Famosas grabaciones de interpretaciones de esta canción han tenido lugar en el Live Aid de 1985 y en el cuadragésimo aniversario de Atlantic Records en 1988, y una versión instrumental en el concierto de Crossroads junto con Eric Clapton y Jeff Beck entre otros músicos.
Es una canción relativamente poco versionada por otros intérpretes. Sin embargo, una de las versiones más destacadas es de Frank Zappa, realizada en los estilos de reggae/ska, incluida en su álbum The Best Band You Never Heard in Your Life, así como la versión interpretada por la banda Great White en su álbum tributo a Led Zeppelin llamado Great Zeppelin.
El periódico neoyorquino New York Post publicó en julio de 2007 una lista con las 100 mejores versiones de la historia, en la que destacaba la versión que Dolly Parton realizó de «Stairway to Heaven» en el primer puesto.
El grupo sería llevado a juicio en 2016 por supuesto plagio, dado el parecido de la introducción de la misma con "Taurus", canción instrumental lanzada tres años antes por el grupo Spirit. El juicio fue desestimado por un juez de Estados Unidos.

## Contexto

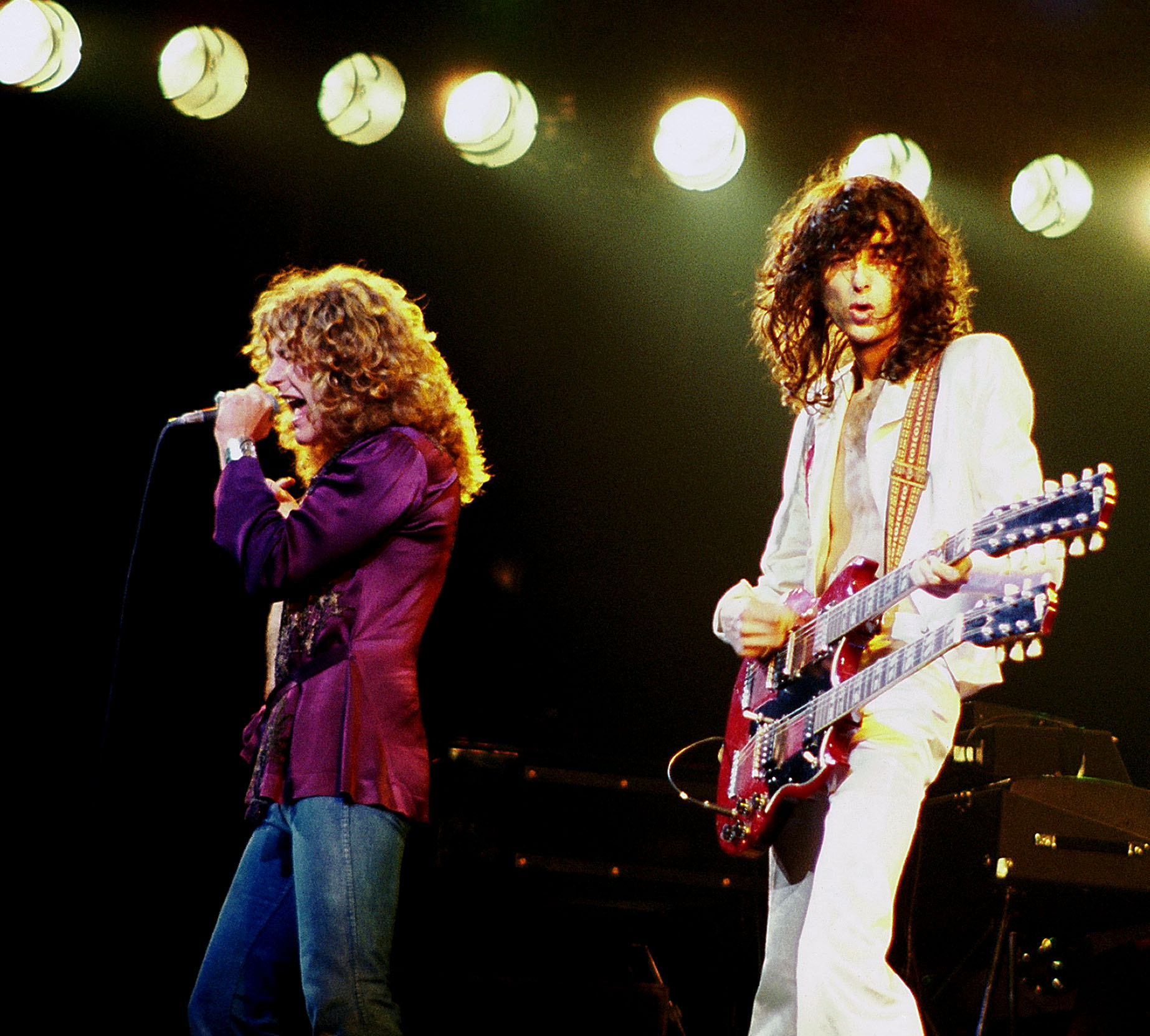
Jimmy Page y Robert Plant en 1977.

"Stairway to Heaven" fue publicada el 8 de noviembre de 1971 en el disco Led Zeppelin IV, el cuarto trabajo de la banda. Las malas críticas recibidas por Led Zeppelin III hicieron que Page no incluyese ni el título del álbum, ni el nombre de la banda, ni el logo de Atlantic Records en la portada: "Acabamos hartos de las reacciones sobre el tercer álbum, de la gente diciendo que solamente éramos un montaje. Así que dijimos: '¡Saquemos un álbum sin título!' De ese modo, a la gente le gustaría o nada". En esta portada aparece el cuadro de un hombre cargado de leña con desconchados en las paredes. En una de las viviendas que se observan al fondo de la imagen aparece la frase: "Alguien muere de hambre cada día" en un cartel blanco. En el interior del álbum aparecen cuatro símbolos que se corresponden con cada uno de los miembros de la banda, y la representación de El Ermitaño, una de las cartas del tarot que otorga sabiduría, autosuficiencia y prudencia. De estos cuatro símbolos, todos tienen su explicación excepto el relacionado con Page, sobre el que hay varias teorías acerca de su significado, aunque ninguna de ellas fue nunca confirmada por el guitarrista inglés.
La canción, al igual que la mayor parte de las canciones del álbum, fue compuesta en Headley Grange, una mansión de estilo victoriano sin electricidad pero con buena acústica situada en la ciudad inglesa de Hampshire. De acuerdo con Page, la música fue escrita por él a través de un largo período de tiempo y habría comenzado a idearse en Bron-Yr-Aur, una cabaña semiabandonada del interior de Gales en la que la banda grabó el álbum Led Zeppelin III. Después de acabada la composición completamente, fue grabada en diciembre de 1970 en los estudios Island de Londres.

## Semejanza con «Taurus»
Se ha dicho que la introducción de la canción se parece mucho a la canción instrumental de 1968 «Taurus» de la banda Spirit. En las páginas de la reedición del álbum debut de Spirit, el escritor escribió:

La gente siempre me pregunta por qué "Stairway to Heaven" suena exactamente igual que "Taurus", que fue lanzada dos años antes. Sé que Led Zeppelin también tocó "Fresh Garbage" en su disco en vivo. Fueron teloneros nuestros en su primera gira por los EE. UU.

## Letra
La letra de "Stairway to Heaven" fue escrita por Robert Plant inspirándose en el libro de Lewis Spence Magic Arts in Celtic Britain, al contrario de lo que piensan muchos seguidores de las teorías conspirativas, que afirmaban que fue compuesta por Jimmy Page en su mansión en la orilla del lago Ness. Plant describe el proceso de la creación de la letra en Headley Grange:

"Yo estaba sentado con Page en frente del fuego en Headley Grange. Page había compuesto algunas notas y entonces las tocó para mí. Tenía lápiz y papel y, por alguna razón, me sentía de muy mal humor. Entonces, de repente, mi mano comenzó a escribir las palabras. Sólo me senté ahí y observé las letras, y cuando las oí casi salté de mi asiento".

En esta letra aparece mencionada una mujer cuya identidad se desconoce, mientras avanza la canción, se menciona que está en su lecho del muerte, ella no cree lo que ve, sin embargo, Dios le da una segunda oportunidad. Page, cuando se le preguntaba por ella, respondía que ella es Julie Condon, no se sabe si de modo sarcástico o veraz. Algunas fuentes citan a esta mujer como la Reina de Mayo, la que suele presidir las fiestas de primavera, aunque Plant daría una explicación al respecto: "Lo que es, es el comienzo de la primavera, cuando los pájaros hacen sus nidos, cuando empiezan la esperanza y el nuevo año. Y no tiene nada que ver con esas cosas raras que se leen en América."

## Acusaciones de satanismo
"Stairway to Heaven" ha sido acusada de contener mensajes satánicos cuando se reproduce hacia atrás aproximadamente en la mitad de la canción, dando como resultado el siguiente mensaje: "Oh here’s my sweet Satan. The one whose little path would make me sad, whose power is Satan. He’ll give those with him 666, there was a little toolshed where he made us suffer, sad satan". Este mensaje, en su traducción al español, significa:

Oh aquí está mi dulce Satán. Aquel cuyo estrecho camino me hiciera triste, cuyo poder es de Satan. Él le dará a aquellos junto a él el 666, había un pequeño cobertizo donde él nos hacia sufrir, triste Satán".

Esta afirmación fue negada por los miembros de la banda. Robert Plant, cantante y compositor de la letra de la canción, manifestó:

"En primer lugar, ¿A quién se le hubiese ocurrido eso? Tienes que tener mucho tiempo libre para siquiera considerar que alguien pueda hacer eso. Y especialmente con 'Stairway to Heaven', estábamos tan orgullosos de ella, y sus intenciones son tan positivas. La sola idea me parece sucia, pero es muy estadounidense, en ningún otro sitio del mundo nadie se lo ha planteado o se han preocupado por ello. Si los mensajes al revés funcionasen, todos los discos llevarían 'compra este álbum' escondido".

Por su parte, después de la polémica formada alrededor de la banda por sus supuestas connotaciones ocultas, la discográfica Swan Song Records, fundada por la banda en 1974, negó todas estas acusaciones comunicando que sus vinilos "sólo giran hacia delante".
La comunidad científica se puso del lado del grupo inglés al admitir que es imposible descifrar un mensaje grabado al revés al escucharlo hacia delante. Sin embargo, la controversia consiguió superar estas acusaciones, ya que la letra de "Stairway to Heaven" es en algunas partes confusa, de las que no se ha conseguido aún extraer su significado completo. La conexión entre la pieza y el satanismo adquiere fuerza al ser Jimmy Page un seguidor del ocultista Aleister Crowley, creador de la secta del Iluminismo Científico. El guitarrista británico compró la mansión de Crowley, Boleskine House, en el año 1970, situada en la orilla del lago Ness, en la que Crowley realizó rituales oscuros y orgías basadas en el sexo y en la ingesta de drogas. Además, cabe destacar que Page poseía una librería llamada Equinox, nombre tomado de la revista homónima en la que Crowley divulgaba sus enseñanzas. En esta tienda, Page ofrecía material relacionado con el oscurantismo en general, pero tuvo que abandonarla después de introducirse en el mundo de la música. Tal fue la afición del guitarrista por Crowley que nombró a la compañía discográfica que creó en 1974, según uno de los pseudónimos que empleaba el oscurantista británico. En estos libros, Crowley enseñaba a sus seguidores cómo leer y hablar hacia atrás fluidamente.
No obstante, no se sabe con seguridad que Page realizase rituales oscuros durante su estancia en Led Zeppelin, aunque emplease Boleskine House para organizar desenfrenadas fiestas, al igual que su antiguo propietario. Al contrario de la creencia popular, "Stairway to Heaven" no fue compuesta en esta mansión, sino que fue ideada en un principio en Bron-Yr-Aur, una cabaña abandonada en el interior de Gales que fue acondicionada por el grupo para grabar el disco Led Zeppelin III. La canción fue finalizada en Headley Grange, Hampshire, y grabada en los estudios Island de Londres en diciembre de 1970.
Las posteriores tragedias que sufrieron los miembros de la banda suscitaron rumores satánicos alrededor de esta canción, que resultó ser una de las más conocidas de la banda. Además del supuesto mensaje escondido en la grabación de la pista, la leyenda cobró fuerza con la muerte del hijo de Plant, Karac Pendra, de una extraña infección estomacal, lo que unido al accidente que sufrió el vocalista en la isla de Rodas pocos años después provocó que el rumor se extendiese acerca de la conexión entre estos sucesos y la relación hacia el ocultismo de Page. Este rumor cobró aún más fuerza con la muerte tras coma etílico del baterista John Bonham en Boleskine House, que desembocó en la separación de sus integrantes.
Varias teorías, entre la que destaca la del profesor de la facultad de psicología de la Universidad de Londres Christopher French, afirman que la audición de fragmentos sin sentido o ambiguos, como es el caso de "Stairway to Heaven" en su reproducción hacia atrás, se basa en un efecto psicológico llamado pareidolia, según el cual se perciben estímulos cuyo significado es poco claro en sensaciones perfectamente definidas. Este fenómeno también está detrás de los avistamientos de OVNIs o de la supuesta imagen del diablo en el humo provocado por los atentados del 11-S.
No es ésta la única canción acusada de contener mensajes satánicos ocultos. Temas famosos como "Sympathy For The Devil" de The Rolling Stones, "Another One Bites the Dust" de Queen, "Hotel California" de The Eagles, y "Break on Through (To the Other Side)" de The Doors, Empty Spaces de Pink Floyd fueron y son sospechosas de contener mensajes que fomentan el consumo de drogas, el satanismo o la violencia.

## Éxito
A pesar de que "Stairway to Heaven" no fue nunca editada en formato sencillo, alcanzó rápidamente un sonado éxito dentro y fuera del Reino Unido, y Led Zeppelin IV junto a Life on Mars? de David Bowie consiguió situarse como el cuarto disco más vendido de la historia con más de 23 millones de copias sólo en los Estados Unidos (aún hoy vende más de 4.000 copias a la semana). Los primeros trazos del éxito comenzaron en la primera presentación en directo de la canción, el 5 de marzo de 1971 en el Ulster Hall de Belfast. En ella, después de escuchar la canción, el público se quedó en silencio, lo que hizo que Plant, ante esta situación, le dijese al resto de miembros del grupo: "Creo que vamos a eliminar esta canción del disco". Sin embargo, segundos después la congregación prorrumpió en aplausos pidiendo que se volviese a interpretar. Aunque esta anécdota nunca ha sido confirmada por los integrantes de la banda, la canción se convirtió en un fijo en los conciertos de la formación. En un documental sobre la banda, John Paul Jones dijo que la audiencia ese día no estaba tan impresionada porque querían oír las canciones famosas, como "Whole Lotta Love".
Este tema es actualmente el más reproducido en las emisoras de radio de los Estados Unidos, habiendo sido solicitado en las radios de todo el mundo más de tres millones de veces. Su partitura es la más vendida en la historia de la música rock, con más de 1.2 millones de ejemplares.

## Canciones relacionadas
- Please Don't Go
- Making Love Out of Nothing at All
- The piper's call (David Gilmour)